# Српци
Српци (мкд. Српци) су насеље у Северној Македонији, у јужном делу државе. Српци припадају општини Битољ.

## Географија
Насеље Српци је смештено у јужном делу Северне Македоније. Од најближег већег града, Битоља, насеље је удаљено 15 km западно.
Српци се налазе у области Ђаваткол, планинске области између Пелагоније и басена Преспанског језера. Насеље је смештено изнад поља, које гради речица Шемница у горњем делу свог тока. Североисточно од насеља издиже се Облаковска планина. Надморска висина насеља је приближно 900 метара.
Клима у насељу је планинска због знатне надморске висине.

## Историја
Село је имало Основну школу „Прв одред“, која је данас напуштена. Према легенди у селу се налази отисак копита коња Краљевића Марка, који је ишао на поход према Турцима у село Црновец. Изнад села се налази манастир свете Богородице (изграђен 1968) а у селу се налази црква свете Ђорђије из 1831.
Као и у осталим битољским селима, село је напустило доста печелбара који су отишли за Канаду и Аустралију.

## Становништво
Српци је према последњем попису из 2021. године имала 45 становника.
| Национални састав према попису из 2021.‍ | Национални састав према попису из 2021.‍ | Национални састав према попису из 2021.‍ | Национални састав према попису из 2021.‍ | Национални састав према попису из 2021.‍ |
| --------------------------------------- | --------------------------------------- | --------------------------------------- | --------------------------------------- | --------------------------------------- |
|                                         |                                         |                                         |                                         |                                         |
| Македонци                               | Македонци                               |                                         | 39                                      | 86,7%                                   |
| непописани                              | непописани                              |                                         | 6                                       | 13,3%                                   |

Већинска вероисповест је православље.

## Познате личности
Омраам Микаел Аиванов (Михаил Димитров Иванов), филозоф, педагог, мистик, окултиста, езотерицист и астролог, кога су његови следбеници поштовали као духовног учитеља, филозофа, езотеричара. Основао је француско семирско бело братство.Потиче из породице Иванови, његов блиски рођак је писац Тоде Ђорески.

## Галерија
- Извор воде - чесма, на почетку села
- Сеоско гробље
- Центар села
- Главна црква села Светог Ђорђа